# Cañaveral de pasiones
Cañaveral de pasiones est une telenovela mexicaine diffusée en 1996 par Canal de las Estrellas (Televisa).

## Distribution
- Leonardo Daniel : Don Fausto  Santos
- Angélica Aragón : Josefina Rosales
- Daniela Castro : Julia Santos
- Juan Soler : Pablo Montero
- Francisco Gattorno : Juan de Dios Montero
- Patricia Navidad : Mireya Mendoza
- Felicia Mercado : Dona Margarita Faberman
- César Évora : Don Amador Montero
- Norma Lazareno : Hilda Cisneros
- Rodrigo Abed : Guillermo Elizondo
- Marisol Santacruz : Gina Elizondo
- Fernando Balzaretti : Padre Refugio "Cuco" Rosales
- Alma Delfina : Prudencia
- Jorge Russek : Don Samuel Aldapa
- María Eugenia Ríos : Amalia de Aldapa
- Tony Bravo : Rafael Elizondo
- Aracely Arámbula : Leticia Cisneros
- Dacia Arcaráz : Rosario "Chayo"
- Héctor Cruz : Vicente
- Josefina Echánove : Remedios
- Roberto Miquel : Enrique Cisneros
- Elizabeth Dupeyrón : Socorro Carrasco
- Liza Willert : Carlota
- Josafat Luna : Leopoldo
- Carlos Navarro : Gilardo
- Gilberto Román : Dr Alejandro Cisneros
- Raúl Ruiz : Don Neto
- Leonardo Unda : Chema
- José Luis Avendaño : Benigno
- Rigoberto Carmona : Salvador Amaya
- Azela Robinson : Dinorah Faberman
- Roberto Ballesteros : Rufino Mendoza
- Zoraida Gómez : Julia Santos (jeune)
- Sebastián Zurita : Pablo Montero (jeune)
- Marisol Centeno : Mireya Mendoza (jeune)
- Raúl Castellanos : Juan de Dios Montero (jeune)

## Diffusion internationale
- Canal de las Estrellas / Galavisión
- MEGA / Chilevisión / La Red
- Rede CNT
- Hogar 10
- América Televisión
- Telemicro
- Telefuturo
- Canal A
- Univisión / Galavisión / Telefutura
- Gama TV / Canal Uno
- Venevisión
- Canal 9
- TLNovelas (Amérique latine)

## Prix et nominations
- 1997 : Premios TVyNovelas de la Meilleure telenovela de l'année[1]

## Versions
- Basé sur deux novelas originales de Caridad Bravo Adams "Una sombra entre los dos" (1959) et "Al pie del altar" (1959)

### Télévision
- Canavial de Paixões (2003 - 2004), adaptation de Henrique Zambelli, Simoni Boer et Ecila Pedroso, dirigée par Claudio Callao, Jacques Lagôa et Henrique Martins, produit par David Grimberg pour SBT; avec Bianca Castanho, Gustavo Haddad, Thierry Figueira et Ana Cecília Costa.
- Abismo de pasión (2012), adaptation de Juan Carlos Alcalá, Rosa Salazar et Fermín Zúñiga, dirigée par Sergio Cantano et Claudio Reyes Rubio, produit par Angelli Nesma Medina pour Televisa; avec Alejandro Camacho, Blanca Guerra, Angelique Boyer et David Zepeda.

### Sources
- (es) Cet article est partiellement ou en totalité issu de l’article de Wikipédia en espagnol intitulé « Cañaveral de pasiones » (voir la liste des auteurs).